# Ceratocapsus rufistigmus
Ceratocapsus rufistigmus är en insektsart som beskrevs av Willis Blatchley 1926. Ceratocapsus rufistigmus ingår i släktet Ceratocapsus och familjen ängsskinnbaggar. Inga underarter finns listade i Catalogue of Life.